# Sayhuite
Sayhuite (ou Saywite) est un site archéologique du Pérou, situé dans la province d'Abancay du département d'Apurimac, district de Curahuasi (es), à 3 500 m d'altitude. 
On y accède depuis Abancay par une piste qui, au kilomètre 47, part de la route 3S menant à Cuzco.  

## Histoire
La zone est l'ancienne hacienda Saywite qui appartenait à la famille Valer. 
Le site est considéré comme un centre de culte pour les Incas, axé sur l'eau. Dans son ouvrage Monuments of the Inca, l'historien John Hemming cite un récit colonial qui décrit l'intérieur du temple Sayhuite : « Le temple présentait de grandes colonnes drapées de tissus avec des bandes d'or de l'épaisseur de la main ».  
Ce temple était également sous la garde de la prêtresse Asarpay, qui se serait suicidée en se jetant dans une gorge voisine de 400 mètres de haut pour éviter d'être capturée par les conquistadors.

## Le monolithe de Saywite
Le site est surtout célèbre pour son monolithe sculpté,, un énorme bloc de granite, mesurant environ 2 m de long, 4 m de large, 2,3 m de hauteur et 11 m de circonférence.   
Trouvé au sommet d'une colline nommée Concacha, ce monolithe est orné de plus de deux cents figures végétales et zoomorphes, y compris des reptiles, des grenouilles et des félins, de caractéristiques géographiques et de constructions humaines, sculptées dans un désordre apparent et profitant des reliefs naturels de la pierre.  

La signification précise des sculptures ainsi que l'identité de ou des artistes reste débattue.  

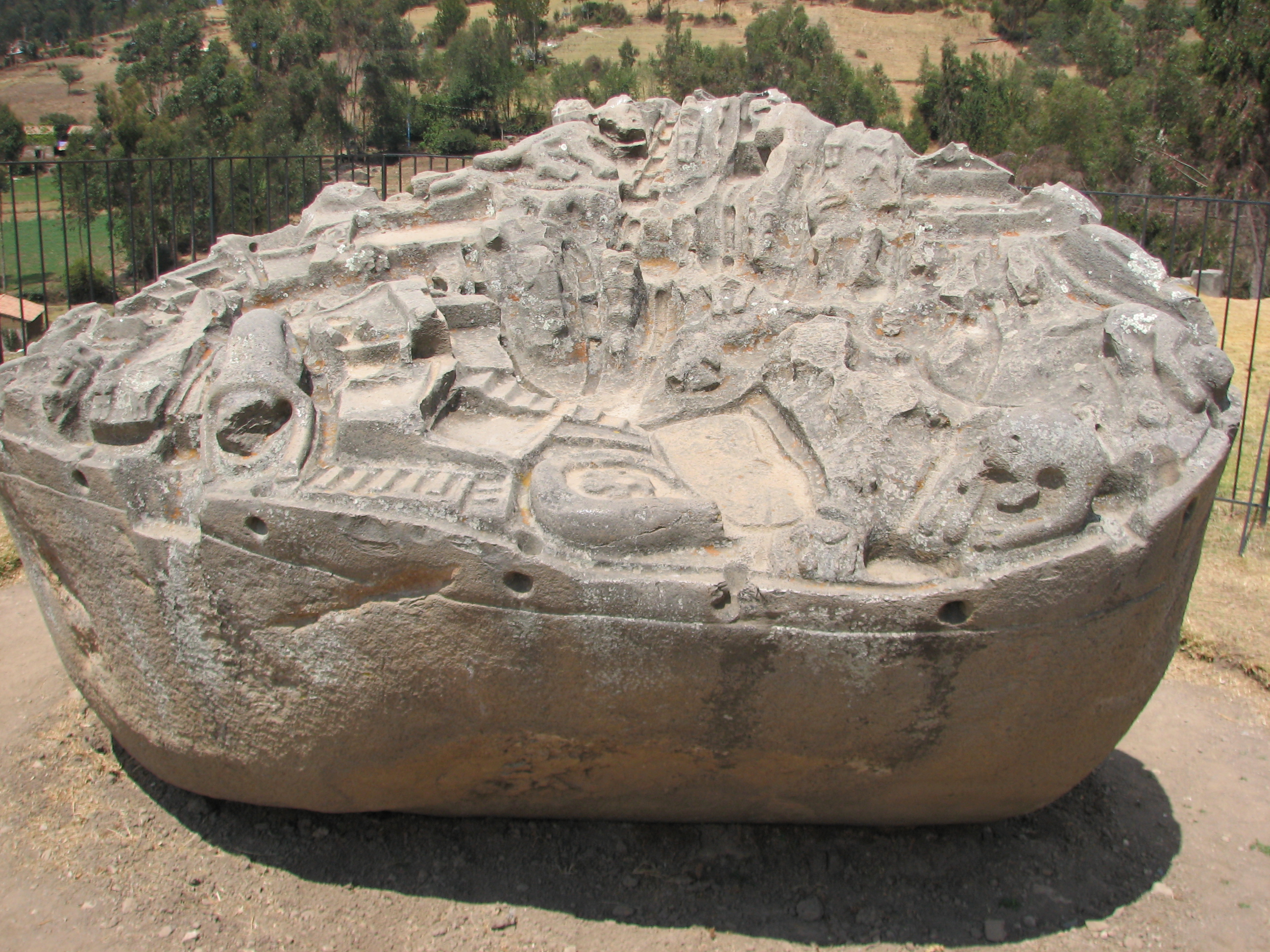
La pierre de Sayhuite

### Culte de l'eau?
Son utilisation est inconnue, mais se trouvant dans un centre cérémoniel, il est probable que la pierre ait eu une signification religieuse, peut-être une représentation symbolique de l'univers, ou, comme le soutient l'archéologue péruvien Federico Kauffmann Doig, qu'elle ait été liée au culte de l'eau. Les félins sculptés sur la pierre seraient, pour cet érudit, « des représentations naturalistes de Qhoa dans une attitude fertilisante ». Les figures les plus significatives sont les couples anthropomorphes, placés aux sources des fleuves et des lacs, tenant à la main des jarres.

### Ou carte en relief?
Les fonctions ou les objectifs de la pierre ne sont pas connus, mais l'auteur de science fiction Arlan Andrews pense que le monolithe a été utilisé comme « modèle à l'échelle » pour concevoir, développer, tester et documenter le débit d'eau pour les projets publics d'alimentation en eau et pour enseigner aux anciens ingénieurs et techniciens les concepts et les pratiques requis.
Les tenants de cette hypothèse, considérant que de nombreuses figures représentent des constructions humaines, des canaux, des escaliers, des étangs, proposent que la pierre de Sayhuite soit une sorte de plan ou d'esquisse en pierre réalisé par les architectes incas pour contrôler les travaux hydrauliques qu'ils réalisaient. La pierre aurait donc été sculptée comme un modèle hydraulique topographique, avec ses terrasses, ses étangs, ses rivières, ses tunnels et ses canaux d'irrigation. 
Les ingénieurs modernes pensent également que le monolithe est une représentation des systèmes d'irrigation présents dans la culture inca.
Le rocher a été retouché plusieurs fois, soit en modifiant les chemins empruntés par l'eau, soit en ajoutant des itinéraires complémentaires.